# World Waterfall Database
La World Waterfall Database est une base de données géographique relative aux chutes d'eau du monde entier. Fondée par les Américains Bryan Swan et Dean Goss, elle peut être consultée en ligne depuis 2002.